# Octan-1-ol
Ne doit pas être confondu avec l'octénol.
L’octan-1-ol ou n-octanol est un alcool linéaire de formule brute C8H18O. Il est produit à partir de l’éthanol.
Le terme octanol est aussi (un peu abusivement) employé pour désigner tous les isomères du n-octanol c'est-à-dire les autres alcools de formule C8H18O, notamment selon la position du groupement hydroxyle sur la chaîne de 8 carbones (3 autres isomères tous chiraux), ou les composés avec une chaîne principale de carbone raccourcie à 6 carbones et 2 groupements méthyles avec plusieurs placements possibles (ainsi que plusieurs placements pour la fonction alcool sur la chaîne principale ou les méthyles qui génèrent quasiment tous des composés chiraux), ou encore plus courts (et plus compacts) à 4 ou 5 carbones sur la chaîne la plus longue et des groupements méthyles, éthyles ou butyles avec toujours plus de composés chiraux comme pour ceux à trois groupes latéraux, l'hydroxyle et deux alkyle.
Cependant, ces composés isomères sont beaucoup moins bien polarisés et forment moins facilement des micelles émulsifiantes que l'octan-1-ol, qui constitue un bien meilleur solvant (notamment pour des lipides non facilement miscibles dans l'eau). L’octan-1-ol peut aussi agir comme agent diffusant et stabilisant des émulsions colloïdales pour absorber et protéger des produits fortement hydrophobes, avant leur dispersion en suspensions en solution aqueuse ou alcoolique (par exemple les particules d'encre) ; il peut aussi être utilisé comme agent intermédiaire de floculation permettant de séparer certains produits dissous ou difficilement séparables en solution aqueuse.
Ces isomères sont également obtenus simultanément à partir aussi de l'éthanol, mais en moins grande quantité et ils sont assez facilement séparables du fait de leurs moins bonnes propriétés solvantes et hydrophobes.

## Utilisation
C’est un produit chimique intermédiaire utilisé dans les domaines suivants :
- parfumerie ;
- cosmétique ;
- solvants, émulsifiants et agents de dispersion (selon la nature du produit à disperser ou dissoudre et la présence d'autres solvants) ;
- anti-écume.

L'octan-1-ol est utilisé en pharmacologie et en toxicologie comme solvant de référence, mélangé à l'eau, pour mesurer les différences de concentration d'un produit dans les deux solvants (théoriquement en mélange équimolaire), et mesurer alors leur absorbabilité ou leur toxicité ; en effet, l'octanol est très peu soluble dans l'eau, ce qui permet ensuite une séparation facile en phase liquide comme en phase vapeur par ébullition différentielle ; il aide à déterminer les dosages de médicaments selon les solvants utilisés et les modes d'administration. Il permet en effet de déterminer directement le caractère lipophile ou hydrophile d'un produit en solution par la mesure précise du LogP du soluté directement par un tel mélange.
Toutefois une dissolution complète est souvent très longue à obtenir (notamment pour mesurer le LogP de produits fragiles, coûteux ou disponibles en trop faible quantité) et des mesures différentielles utilisant d'autres solvants beaucoup plus rapides (au LogP déjà précisément connus) peuvent être utilisés pour obtenir plus rapidement le LogP par simple différence. Le n-octanol lui-même est assez fortement lipophile avec un LogP proche de l'optimum pour la pharmacopée destinée à être ingérée.
Il est utilisé aussi comme solvant pour les cosmétiques car son LogP, bien que supérieur à l'eau, reste encore insuffisant pour franchir la barrière cutanée (une précaution nécessaire car sinon ces produits cosmétiques seraient des médicaments, la plupart des solutés cosmétiques, notamment aromatiques, étant toxiques et difficilement éliminés s'ils étaient ingérés ou entraient dans la circulation intracorporelle). L’octanol lui-même est également beaucoup plus toxique à plus faible dose que l'éthanol.